# Maï Lingani
 (janvier 2023).
La mise en forme du texte ne suit pas les recommandations de Wikipédia : il faut le « wikifier ».
Les points d'amélioration suivants sont les cas les plus fréquents :
- Les titres sont pré-formatés par le logiciel. Ils ne sont ni en capitales, ni en gras.
- Le texte ne doit pas être écrit en capitales (les noms de famille non plus), ni en gras, ni en italique, ni en « petit »…
- Le gras n'est utilisé que pour surligner le titre de l'article dans l'introduction, une seule fois.
- L'italique est rarement utilisé : mots en langue étrangère, titres d'œuvres, noms de bateaux, etc.
- Les citations ne sont pas en italique mais en corps de texte normal. Elles sont entourées par des guillemets français : « et ».
- Les listes à puces sont à éviter, des paragraphes rédigés étant largement préférés. Les tableaux sont à réserver à la présentation de données structurées (résultats, etc.).
- Les appels de note de bas de page (petits chiffres en exposant, introduits par l'outil «  Source ») sont à placer entre la fin de phrase et le point final[comme ça].
- Les liens internes (vers d'autres articles de Wikipédia) sont à choisir avec parcimonie. Créez des liens vers des articles approfondissant le sujet. Les termes génériques sans rapport avec le sujet sont à éviter, ainsi que les répétitions de liens vers un même terme.
- Les liens externes sont à placer uniquement dans une section « Liens externes », à la fin de l'article. Ces liens sont à choisir avec parcimonie suivant les règles définies. Si un lien sert de source à l'article, son insertion dans le texte est à faire par les notes de bas de page.
- La présentation des références doit suivre les conventions bibliographiques. Il est recommandé d'utiliser les modèles {{Ouvrage}}, {{Chapitre}}, {{Article}}, {{Lien web}} et/ou {{Bibliographie}}. Le mode d'édition visuel peut mettre en forme automatiquement les références.
- Insérer une infobox (cadre d'informations à droite) n'est pas obligatoire pour parachever la mise en page.

Pour une aide détaillée, merci de consulter Aide:Wikification.
Si vous pensez que ces points ont été résolus, vous pouvez retirer ce bandeau et améliorer la mise en forme d'un autre article.
Maï Lingani est une chanteuse, auteur-compositeur et danseuse burkinabé.

## Biographie
Née à Koudougou, elle a grandi en Côte d’Ivoire jusqu’à son retour dans son pays natal vers fin 1990. Passionnée de musique et de danse, elle s‘y est formée à la scène et a évolué d’abord localement. Rapidement remarquée et acclamée pour ses interprétations innovatrices alliant musique moderne et traditionnelle, elle a entamé une carrière internationale avec le groupe Burkina Electric qui l’a conduite à se produire sur scène devant de nombreux publics dans les plus grandes salles et festivals du monde.  Maï partage ainsi son temps depuis 2001 entre le Burkina Faso, le reste de l’Afrique, l’Europe et les Etats Unis.
Depuis 2018, Maï Lingani est portée à la tête de l’association Burkinabé des femmes artistes musiciennes comme Présidente nationale.

### Carrière musicale
La carrière professionnelle de Maï Lingani commence en 1994 en Côte d’Ivoire, pays où elle a vécu jusqu’à l’adolescence, par une formation au théâtre puis la danse à l’Institut National des Arts et des Actions Culturelles (INSAAC) d’Abidjan.
Forte de cette expérience académique, elle va parfaire son talent, en évoluant dans plusieurs groupes en tant que choriste, danseuse et chanteuse. Elle participera à divers concours musicaux tels que  la célèbre émission musicale de la télévision ivoirienne « Podium ».
En 1996, elle rencontre les musiciens Lukas Ligeti (Autriche) and Kurt Dahlke (Allemagne) et participe à l’enregistrement du 1er CD remarqué de leur groupe »Lukas Ligeti& Beta Foly », chez Intuition Records. 
Revenue à Ouagadougou en 1997, elle devient rapidement l’une des artistes les plus sollicitées en tant que choriste d’abord, puis elle commence à se produire régulièrement comme chanteuse soliste avec l’orchestre Yumba au « Zaka », le premier club de musique live de la capitale. 
En 1998, c'est avec ce groupe qu'elle gagne le Grand Prix National de la Chanson Moderne Burkinabé, le trophée de musique le plus important du pays ; ce prix la place au 1er plan sur la scène musicale nationale. Dès lors, elle organise des concerts et devient très présentes sur les plateaux télés dans son pays. 
En 1999, elle se joint de nouveau au groupe Beta Foly produit par Lukas Ligeti, et avec eux commence sa carrière internationale par une tournée en Europe dans des prestigieuses salles de concerts telles que :
ü  le Mozart Hall du KonzerTHaus à Vienne (Autriche),
ü Le World Music Meeting de Nijmegen(en Hollande)
ü  Le Musée d’Art Contemporain à Strasbourg (France).

### Beo biiga[1]
Engagé socialement pour l'enfance, Mai Lingani lance en 2014 un festival dénommé Beog-biiga un événement caritatif en faveur des enfants défavorisés.

### ABFAM
Le 15 mars 2018, Maï Lingani est présentée au cours d'une conférence de presse à Ouagadougou comme la nouvelle Présidente de l'Association Burkinabè des Femmes Artistes Musiciennes (ABFAM). Elle remplace à ce poste l'artiste chanteuse Amity Meria.

## Discographie
- 2000 :1er album solo Entrons dans la danse
- 2001 : Nothing , paru chez Ata Tak (Allemagne).
- 2007 : Rêem Tekré double EP, 4 morceaux du groupe et remixes de DJ Spooky, Paul de Jong, Rupert Huber, Raz Mesinai Stefan Schneider.
- 2010 :  Paspanga (Cantaloupe Music)
- 2014 : "Monti : ce que je suis"
- 2018 : Tangaré[3].
- 2021 : COFFRET DES 20ANS DE CARRIERE MUSICALE

## Distinctions
1998 : Grand Prix National de la Chanson Moderne Burkinabé
2019 : Nomination Kundé d'or 2019
2021: Ambassadrice de bonne volonté  a l'ONG SOS villages d'enfants